# Sailauf
Sailauf település Németországban, azon belül Bajorországban. Lakosainak száma 3565 fő (2023. december 31.). Sailauf Sailaufer Forst, Laufach, Sommerkahl, Blankenbach, Hösbach és Bessenbach községekkel határos.

## Népesség
A település népessége az elmúlt években az alábbi módon változott:
| Lakosok száma | 998  | 1874 | 3149 | 3205 | 3618 | 3584 | 3591 | 3554 | 3585 | 3565 |
|               | 1875 | 1950 | 1975 | 1987 | 2012 | 2014 | 2016 | 2017 | 2021 | 2023 |